# Wallace i Gromit: Klątwa królika
Wallace i Gromit: Klątwa królika (ang. Wallace & Gromit: The Curse of the Were-Rabbit, 2005) – brytyjski film animowany, wyprodukowany przez DreamWorks. Jest to pierwsza pełnometrażowa produkcja, w której występują Wallace i Gromit, para plastelinowych postaci stworzonych przez Nicka Parka. Film ten zdobył wiele nagród, w tym Oscara w roku 2006 za najlepszy film animowany.

## Fabuła
Akcja filmu dzieje się w latach sześćdziesiątych XX w. na przedmieściach Wigan, gdzie trwa przygotowywanie do konkursu na największe warzywo. Impreza ta odbywa się nieprzerwanie od kilkuset lat w pałacu Tottington, stając się najważniejszym wydarzeniem kulturalnym dla wielu okolicznych mieszkańców. W trakcie konkursu dochodzi do plagi królików. Głównym sprzymierzeńcem ogrodników jest Anti-Pesto – firma prowadzona przez Wallace’a, zajmująca się humanitarnym wyłapywaniem wszelkich szkodników.

## Postacie
- Wallace – konstruktor i wynalazca.
- Gromit – pies, przyjaciel Wallace’a.
- Lady Campanula/Milady Tottington – spadkobierczyni rodu Tottingtonów.
- Lord Victor Quartermaine – myśliwy.
- Phil – myśliwski pies Victora.
- Królik Huch – Efekt nieudanego eksperymentu Wallace'a.
- Policjant Albert Macintosh – lokalny policjant, zajmuje się także sędziowaniem w konkursie warzyw.
- Reverend Hedges – wikary.

## Nagrody
- Nagroda Akademii Filmowej: Najlepszy film animowany 2005
- Annie: między innymi za najlepszy film długometrażowy, najlepszy scenariusz, najlepszy projekt *postaci i najlepszą reżyserię.
- Nagroda BAFTA (British Academy of Film and Television Arts): Najlepszy film angielski
- BFCA (Broadcast Film Critics Association Awards): Najlepszy animowany film pełnometrażowy
- FFCC (Florida Film Critics Circle Awards): Najlepszy film animowany
- Empire Awards: Najlepsza reżyseria
- TFCA (Toronto Film Critics Association): Najlepszy film animowany
- WAFCA (Washington DC Area Film Critics Association Awards): Najlepszy film animowany
- Young Artist Awards: Najlepszy pełnometrażowy film rodzinny w kategorii animacja